# Banka (okres Piešťany)
Banka is een Slowaakse gemeente in de regio Trnava, en maakt deel uit van het district Piešťany.
Banka telt 2173 inwoners.